# Bahnstrecke Rødby–Nysted
| Bahnhof Rødby (2012) |                      |                                                                       |                                                                |
| Streckenlänge: | 25 km                |                                                                       |                                                                |
| Spurweite: | 1435 mm (Normalspur) |                                                                       |                                                                |
| |                      |                                                                       |                                                                |
| \| \| \| Rødby Havn \| 1,5 m.o.h. \| \| \| \| \| \| \| \| 0 \| Rødby \| 2,9 m.o.h. \| \| \| \| Bahnstrecke Nykøbing F–Nakskov nach Maribo \| \| \| \| \| Bahnstrecke Nakskov–Rødby nach Nakskov \| \| \| \| \| \| \| \| \| \| Bahnstrecke Ringsted–Rødby Færge von Rødby Færge nach Ringsted \| \| \| \| \| \| \| \| \| 4 \| Hyldtofte \| Hyldtofte \| \| \| 9 \| Errindlev \| Errindlev \| \| \| 11 \| Bremersvold \| Bremersvold \| \| \| 14 \| Vester Ulslev \| Vester Ulslev \| \| \| 17 \| Øster Ulslev \| Øster Ulslev \| \| \| 20 \| Herritslev \| Herritslev \| \| \| \| Bahnstrecke Stubbekøbing–Nykøbing–Nysted v. Stubbekøbing \| \| \| \| \| \| \| \| \| 25 44,4 \| Nysted (zweigleisige Remise, Drehscheibe, Kohlenlager, Schweinestall) \| 13,3 m.o.h. \| \| \| \| \| \| \| \| \| Skansen (Bahnsteig für Ausflugszüge mit Schulkindern) \| \| \| \| \| Nysted Havn \| \| |                      |                                                                       |                                                                |
| Kopfbahnhof Streckenanfang (Strecke außer Betrieb) |                      | Rødby Havn                                                            | 1,5 m.o.h.                                                     |
| |                      |                                                                       |                                                                |
| Bahnhof (Strecke außer Betrieb) | 0                    | Rødby                                                                 | 2,9 m.o.h.                                                     |
| Abzweig geradeaus und nach links (Strecke außer Betrieb) |                      | Bahnstrecke Nykøbing F–Nakskov nach Maribo                            | Bahnstrecke Nykøbing F–Nakskov nach Maribo                     |
| Abzweig geradeaus und nach links (Strecke außer Betrieb) |                      | Bahnstrecke Nakskov–Rødby nach Nakskov                                | Bahnstrecke Nakskov–Rødby nach Nakskov                         |
| |                      |                                                                       |                                                                |
| Kreuzung (Strecke geradeaus außer Betrieb) |                      | Bahnstrecke Ringsted–Rødby Færge von Rødby Færge nach Ringsted        | Bahnstrecke Ringsted–Rødby Færge von Rødby Færge nach Ringsted |
| |                      |                                                                       |                                                                |
| Haltepunkt / Haltestelle (Strecke außer Betrieb) | 4                    | Hyldtofte                                                             | Hyldtofte                                                      |
| Bahnhof (Strecke außer Betrieb) | 9                    | Errindlev                                                             | Errindlev                                                      |
| Haltepunkt / Haltestelle (Strecke außer Betrieb) | 11                   | Bremersvold                                                           | Bremersvold                                                    |
| Haltepunkt / Haltestelle (Strecke außer Betrieb) | 14                   | Vester Ulslev                                                         | Vester Ulslev                                                  |
| Bahnhof (Strecke außer Betrieb) | 17                   | Øster Ulslev                                                          | Øster Ulslev                                                   |
| Haltepunkt / Haltestelle (Strecke außer Betrieb) | 20                   | Herritslev                                                            | Herritslev                                                     |
| Abzweig geradeaus und von links (Strecke außer Betrieb) |                      | Bahnstrecke Stubbekøbing–Nykøbing–Nysted v. Stubbekøbing              | Bahnstrecke Stubbekøbing–Nykøbing–Nysted v. Stubbekøbing       |
| |                      |                                                                       |                                                                |
| Bahnhof (Strecke außer Betrieb) | 25 44,4              | Nysted (zweigleisige Remise, Drehscheibe, Kohlenlager, Schweinestall) | 13,3 m.o.h.                                                    |
| |                      |                                                                       |                                                                |
| Haltepunkt / Haltestelle (Strecke außer Betrieb) |                      | Skansen (Bahnsteig für Ausflugszüge mit Schulkindern)                 | Skansen (Bahnsteig für Ausflugszüge mit Schulkindern)          |
| Betriebsstelle Streckenende (Strecke außer Betrieb) |                      | Nysted Havn                                                           | Nysted Havn                                                    |

Die Bahnstrecke Rødby–Nysted (dänisch Rødby-Nysted Jernbane [RoNy]) war eine geplante dänische Bahnstrecke auf der Insel Lolland zwischen Rødby und Nysted, die nicht realisiert wurde.
Die Bahnstrecke war Teil eines der letzten großen dänischen Eisenbahngesetze, des Großen Eisenbahngesetzes vom 20. März 1918 und zu diesem Zeitpunkt bereits von der gesellschaftlichen Entwicklung überholt. Die wirtschaftlichen Probleme der Gemeinde Rødby und die Streckenführung durch ein relativ dünn besiedeltes Gebiet, das außer der Landwirtschaft zum Verkehrsaufkommen nicht viel beizutragen hatte, versprachen keinen wirtschaftlichen Erfolg.

## Geschichte
Um 1915 war die Insel Lolland bereits größtenteils von Eisenbahnstrecken durchzogen. Es fehlte lediglich eine Verbindung im Süden zwischen Rødby und Nysted.
Nach einer Diskussion über die Trassenführung wurde diese von Rødby in östlicher Richtung nach Hyldtofte und Errindlev und dann nach Norden in Richtung Vester Ulslev und Øster Ulslev festgelegt. Rødby als Ausgangspunkt mit seinen guten Verbindungen zum Hafen sowie nach Maribo und Nakskov gab Hoffnung für den Ort, sich zu einem Verkehrsknotenpunkt auf der Insel zu entwickeln. Die Konzession für die normalspurige Strecke wurde am 1. Februar 1919 erteilt.
Der Bau der Bahnstrecke nach Nakskov stellte jedoch große Anforderungen an den Bahnhof in Rødby, so dass ein neuer Bahnhof für die beiden Bahnstrecken Rødby–Nysted und Rødby–Nakskov gebaut werden musste. Da 1921 die Planungen für die Strecke Rødby–Nysted vorläufig gestoppt wurden, waren davon auch die Umbaupläne betroffen und der Umbau des Bahnhofes Rødby erfolgte erst 1926.
Die Baukosten für die Verbindung Rødby–Nysted wurden auf 2.150.000 Kronen geschätzt. Davon hätte der Staat die Hälfte übernommen. Die Beschaffung des halben Anteils von 1.075.000 Kronen verursachte jedoch große Probleme. Im Zusammenhang mit der Errichtung der Bahnstrecke von Rødby zum Hafen im Jahr 1912 und einer erwarteten Fährverbindung nach Deutschland hatte die Gemeinde Rødby zahlreiche Investitionen getätigt. Als die Verbindung nach Deutschland ausblieb – und damit die erwarteten Einnahmen – bedeutete dies eine wirtschaftliche Katastrophe für Rødby. Die Gemeinde wurde unter Verwaltung des Innenministeriums gestellt und alle Bauaktivitäten eingestellt. Die städtischen Kassen waren leer und die 1920er und 1930er Jahre waren extrem hart für die Stadt.
Die Jernbanekommissionen fra 1923 (deutsch Eisenbahnkommission von 1923) sollte die Wirtschaftlichkeit dieser Strecke genauer untersuchen und kam zu dem Ergebnis, dass die Strecke von Anfang an ein Verlustgeschäft wäre. Bei jährlichen Betriebseinnahmen von rund 147.000 Kronen könne damit gerechnet werden, dass jährlich ein Fehlbetrag von rund 9.000 Kronen entstehen würde. Weder die Gemeinde Rødby noch eine der anderen Gemeinden konnten sich solche Ausgaben leisten.
Am 12. April 1928 fand in Nysted eine Sitzung statt, um die endgültige Entscheidung über das umstrittene Projekt zu treffen. Die Vorarbeiten hatten die interessierten Kommunen damals knapp 100.000 Kronen gekostet. Nach längerer Diskussion wurde vereinbart, die endgültige Entscheidung um weitere fünf Jahre zu verschieben. Praktisch bedeutete dies, dass das Projekt aufgegeben wurde. 1935 schloss der dem Verkehrsministerium unterstellte Kommissarius på Øerne (deutsch Kommissar für die Inseln) den Fall ab.
Für Nysted war es nicht einfach, aus dem Projekt auszusteigen. Die Gemeinde hatte damit gerechnet, die Kosten für die Voruntersuchungen auf das zu erwartende Bauvorhaben umzulegen, daher blieben eine Reihe unbezahlter Rechnungen zurück. Die Gemeinde beantragt beim Innenministerium die Erlaubnis zur Aufnahme eines Darlehens, die sie am 23. Juli 1928 erhielt. Sie nahm bei der Landbostandens Sparekasse ein Darlehen in Höhe von 17.000 Kronen auf, um die Kosten im Zusammenhang mit den Voruntersuchungen zu decken.